# Křenice (okres Klatovy)
Křenice jsou obec v okrese Klatovy v Plzeňském kraji. Včetně částí Kámen a Přetín v obci žije 218 obyvatel.

## Název
Název vesnice je podle Antonína Profouse odvozen z osobního jména Krščen. Vzhledem k rozdílnosti tvarů názvu v různých písemných dokladech není jeho výklad zcela jistý. Název vsi se v historických pramenech objevuje ve tvarech: Kczenicz (1339), Krzemicze či Krzenicze (1367), ve Kčenicích (1408), ze Křenic (1426), ve Kčenicech (1426), Kčenice (1426), ve vsi Kšenicích (1455), u Kšenic (1508), na Kšenicích (1615), Kssenicze (1654), Kschenitz a Krženicze (1789) a Křenice (1854). Používal se také lidový tvar Kšence.

## Historie
Křenice byly nejspíše od počátku v majetku rodu Drslaviců (pánů z Dolan). První písemná zmínka je v listině z 12. dubna 1339 (Kczenicz). Byla to listina vydaná Sezemou, synem Protivy z Dolan, kterou potvrzuje prodej vsi Petrovi, proboštovi kláštera v Chotěšově, který v 15. století statek opět prodal. Ves byla prodána klášteru v Chotěšově za 330 kop grošů pražských. Součástí prodané vsi byla krom lidu poddaného i tvrz, mlýny (jeden potoční a jeden u tvrze), rybníky, lesy, pole a louky. V roce 1367 byl napsán urbář chotěšovského kláštera, který zaznamenává držení půdy jednotlivými poplatnými sedláky a celkovou sumu platů se stanovením data odvodu. Z tohoto dokumentu se lze dozvědět jména obyvatel Křenic v roce 1367. V Křenicích bylo dvanáct lánů, z kterých se ročně odvádělo 32 grošů na svátek svatého Jiří a stejná částka o svátku svatého Havla.

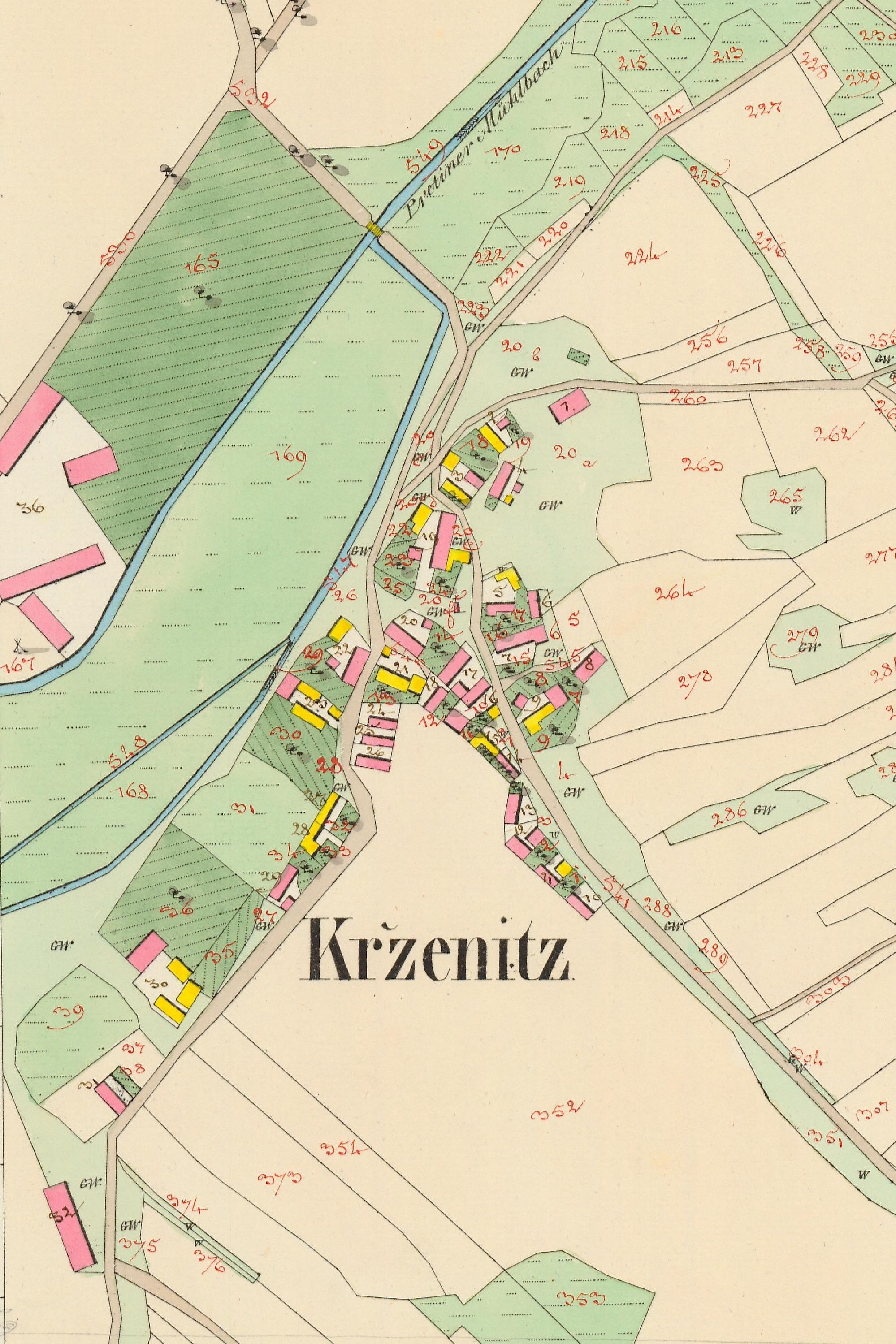
Křenice na mapě stabilního katastru

V srpnu roku 1431 u Křenic tábořila část husitského vojska vracející se od bitvy u Domažlic.
Křenická tvrz stávala snad již ve 13. století, písemně však byla potvrzena až ve 14. století. Dodnes zachovaná tvrz je pravděpodobně novější z poloviny 16. století. Nachází se v areálu dnešního zemědělského podniku při západním okraji obce. Dnešní tvrz si zachovala pouze obvodové zdivo na ploše přibližně 30 × 15 metrů. Vnitřní prostory byly zcela vybourány v 18. století při přestavbě na sýpku a dnes uvnitř ní jsou tři dřevěná patra typická právě pro sýpku. Na jižní stěně se dochovaly zbytky sgrafitové výzdoby. Na zdejší tvrzi sídlil nápravník chotěšovského kláštera („seděl na právu někoho jiného“ – zastupoval). V roce 1408 byl tímto nápravníkem Bušek Dlask z Kšenic a byl zde ještě v roce 1426. Bušek, původně psaný z Pšovlk, byl nejmladším synem Markvarta Dlaska z Pšovlk. Dlaskové měli v erbu uťatou vlčí hlavu s třemi zuby na krvavém poli.
Dalšími vlastníky tvrze byli páni Valečtí z Vřesova. Za Vřesovců byla ve druhé polovině 16. století v místě poplužního dvora postavena nová tvrz, snad na místě staré. V listině vydané Jetřichem Valečským z Vřesova roku 1620, se dochovala zmínka o správci („nápravníku“ – šafáři) Křenického ungeltu Carolusu Baxovi z Krzenicz, ale také zmínka o nově ustanoveném rychtáři Iohanesu Brejchovi, který nahradil zesnulého fojta (rychtáře) Bartholoma Iohanese Pisare. Na opisu pečeti správce tvrze, která je připojena ke smlouvě, a potvrzuje pronájem mlýna, je nápis „CAROLUS BAXIM QUI TRADIDIT IN KRZENICZ“. Mlynářem byl v této době Withus Kasttner. Koncem 17. století se majitelem stal Jan Heřman Černín a připojil Křenice k Ježovům. Dnes je budova tvrze v soukromých rukou, je zdevastovaná a v havarijním stavu.

## Obyvatelstvo
| Rok            | 1869 | 1880 | 1890 | 1900 | 1910 | 1921 | 1930 | 1950 | 1961 | 1970 | 1980 | 1991 | 2001 | 2011 | 2021 |
| -------------- | ---- | ---- | ---- | ---- | ---- | ---- | ---- | ---- | ---- | ---- | ---- | ---- | ---- | ---- | ---- |
| Počet obyvatel | 230  | 267  | 305  | 309  | 283  | 283  | 259  | 184  | 161  | 136  | 117  | 125  | 102  | 102  | 101  |
| Počet domů     | 41   | 45   | 46   | 48   | 50   | 50   | 53   | 55   | 93   | 40   | 32   | 40   | 45   | 46   | 46   |

## Části obce
- Křenice
- Kámen
- Přetín

V letech 1961–1991 k obci patřil i Biřkov a Zderaz.

## Pamětihodnosti
- Novorománská kaple Panny Marie z roku 1873
- Křenická tvrz přestavěná na sýpku
- Sýpky - v obci je několik historických starých sýpek neboli špýcharů chudenického typu (s dřevinovou kuláčovou klentvou). Jde například o špýchar patřící k čp. 4, který je z části roubený a olepený hlínou. Špýchar u stavení čísla 9 je zděný, patrový, s malou pavláčkou. V přízemí tohoto objektu jsou dva segmentově klenuté vstupy. Špýchar usedlosti čp. 26 a chalupa čp. 1 byly i přes památkovou ochranu zbořeny.
- Usedlost čp. 25 s přilehlým vejminkem

## Osobnosti
Ve vsi se 5. prosince 1893 narodil Josef Hlávka, legionář na Rusi. Josef byl střelec 1. střeleckého pluku a padl 2. července 1917 v bitvě u Zborova.
V Křenicích čp. 25 se 9. ledna 1904 narodil Václav Baxa, člen komunistického odboje (druhého ilegálního ústředního výboru KSČ), který se svojí ženou Josefou (Jožka) v Praze za okupace schovávali Julia Fučíka. V bytě manželů Josefy a Václava Baxových v Doudlebské ulici se Fučík ukrýval s přestávkami od 15. září 1940 do dubna 1942. V červnu 1941 ho zde při zápalu plic ošetřoval lékař Miloš Nedvěd. Josefa Baxová a její mladší sestra Ludmila Plachá fungovaly jako spojky komunistického odboje. Odsud odešel Julius Fučík 24. dubna 1942 na schůzku do nedaleké ulice U družstva Ideal, kde byl zatčen gestapem. Manželé Baxovi se po zatčení Julia Fučíka uchýlili do ilegality, ale stali se obětí provokace agentů Sicherheitsdienstu a byli zatčeni 29. ledna 1943 na Vysočině.
Před zatčením dorazilo v zimě 1942 do Křenic gestapo a hledalo v objektu čp. 25 Václava Baxu a jeho ženu. Jeho bratr Josef Baxa o něm však nevěděl. Bylo rozhodnuto, že v domě zůstanou dva vojenští policisté (Feldgendarmerie), kteří budou rodinu Baxů hlídat a případně Josefova bratra se ženou zadrží. V lednu dopadený Václav Baxa byl po mnoha 17. srpna 1943 výsleších převezen do koncentračního tábora Mauthausen, kde byl jako vězeň č. 34134 vězněn až do osvobození tábora. Jeho žena byla vězněna v koncentračním táboře Ravensbrück. Na zotavenou oba přijeli do Křenic v létě 1945 k bratru Josefu Baxovi. Josefa Baxová po válce napsala knihu Azyl u Baxů, v níž popisuje dobu, kterou strávil Fučík u nich v Praze během okupace.

## Galerie

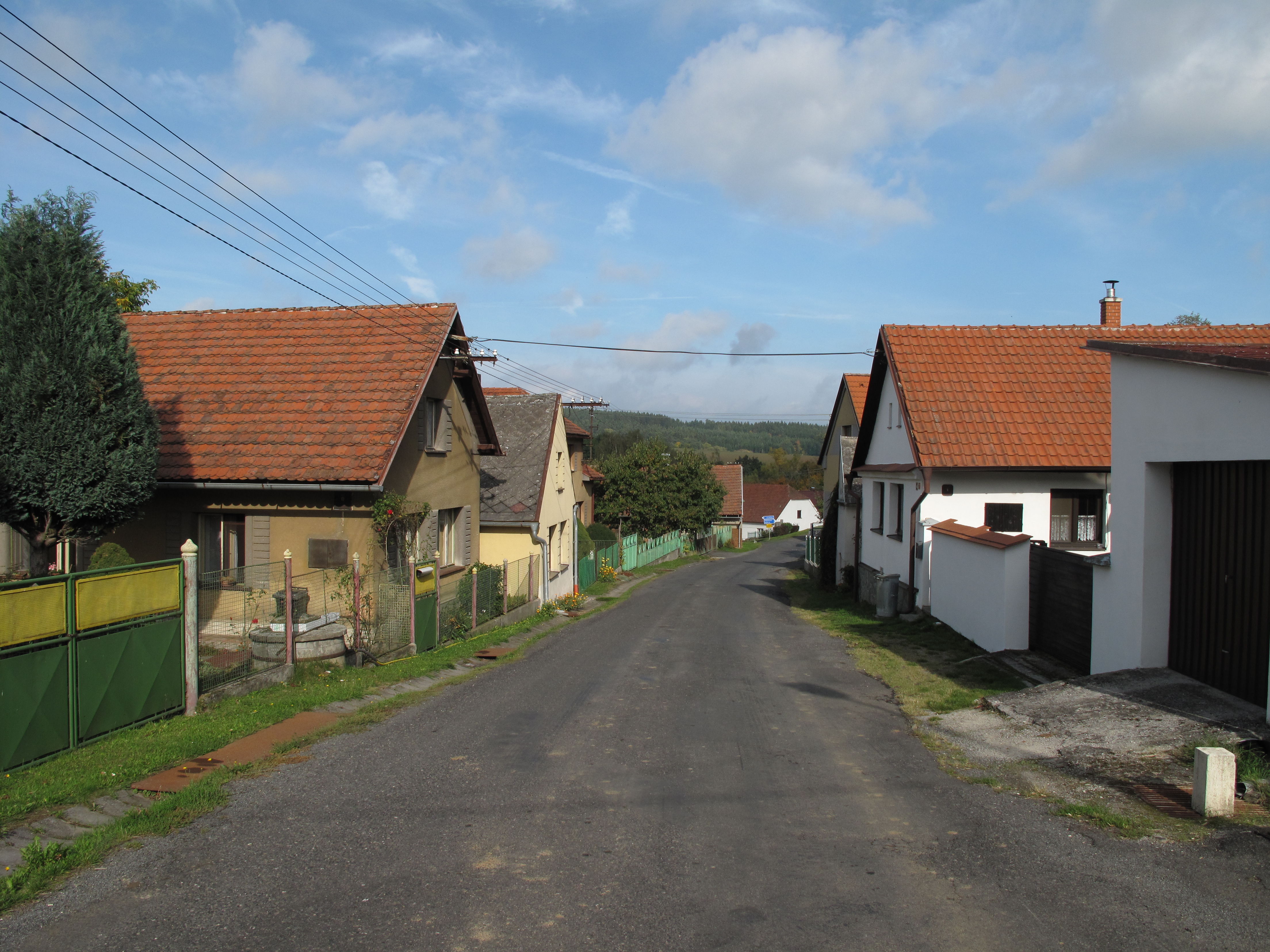
Ulice
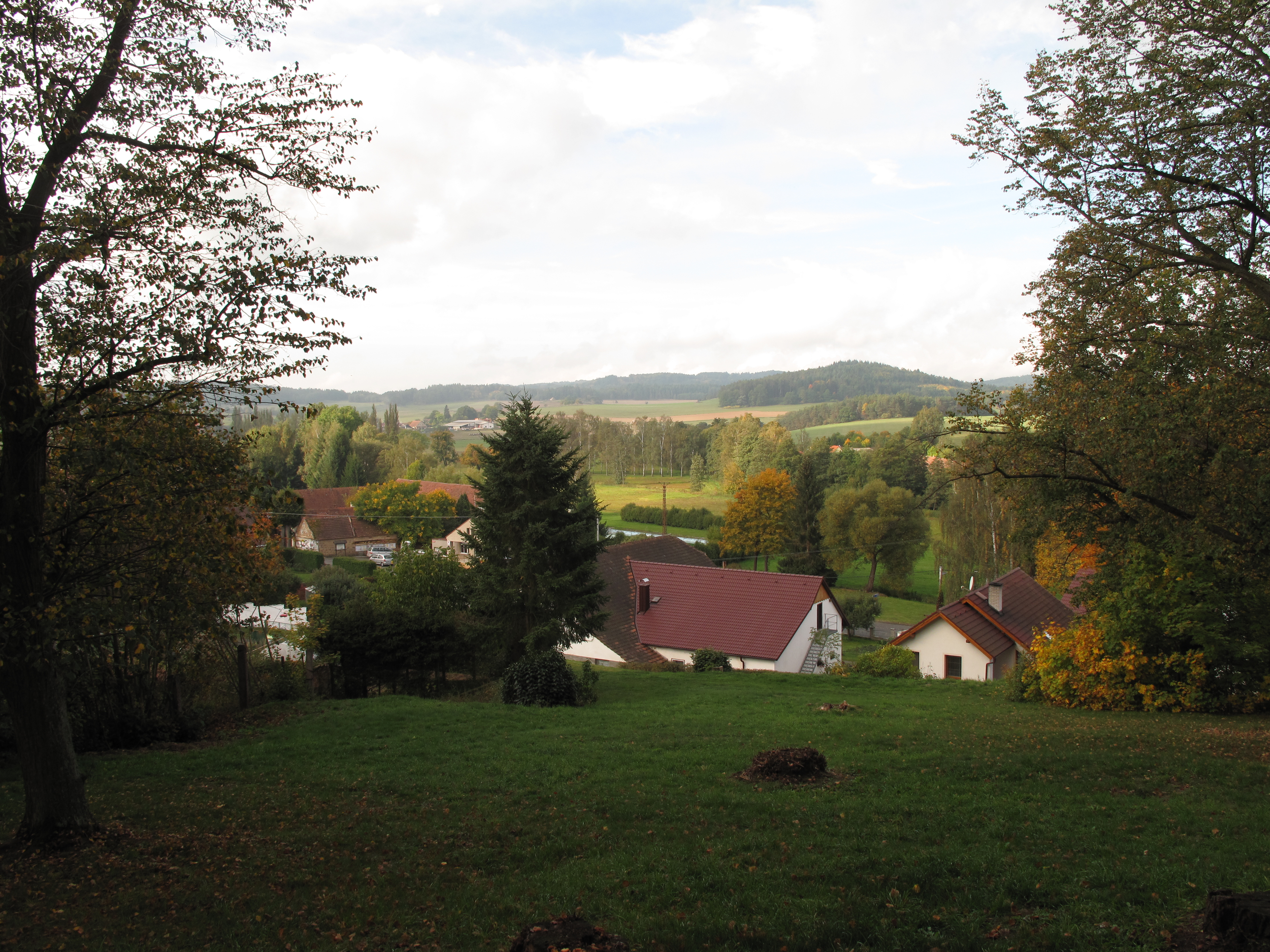
Vesnice od kaple Panny Marie
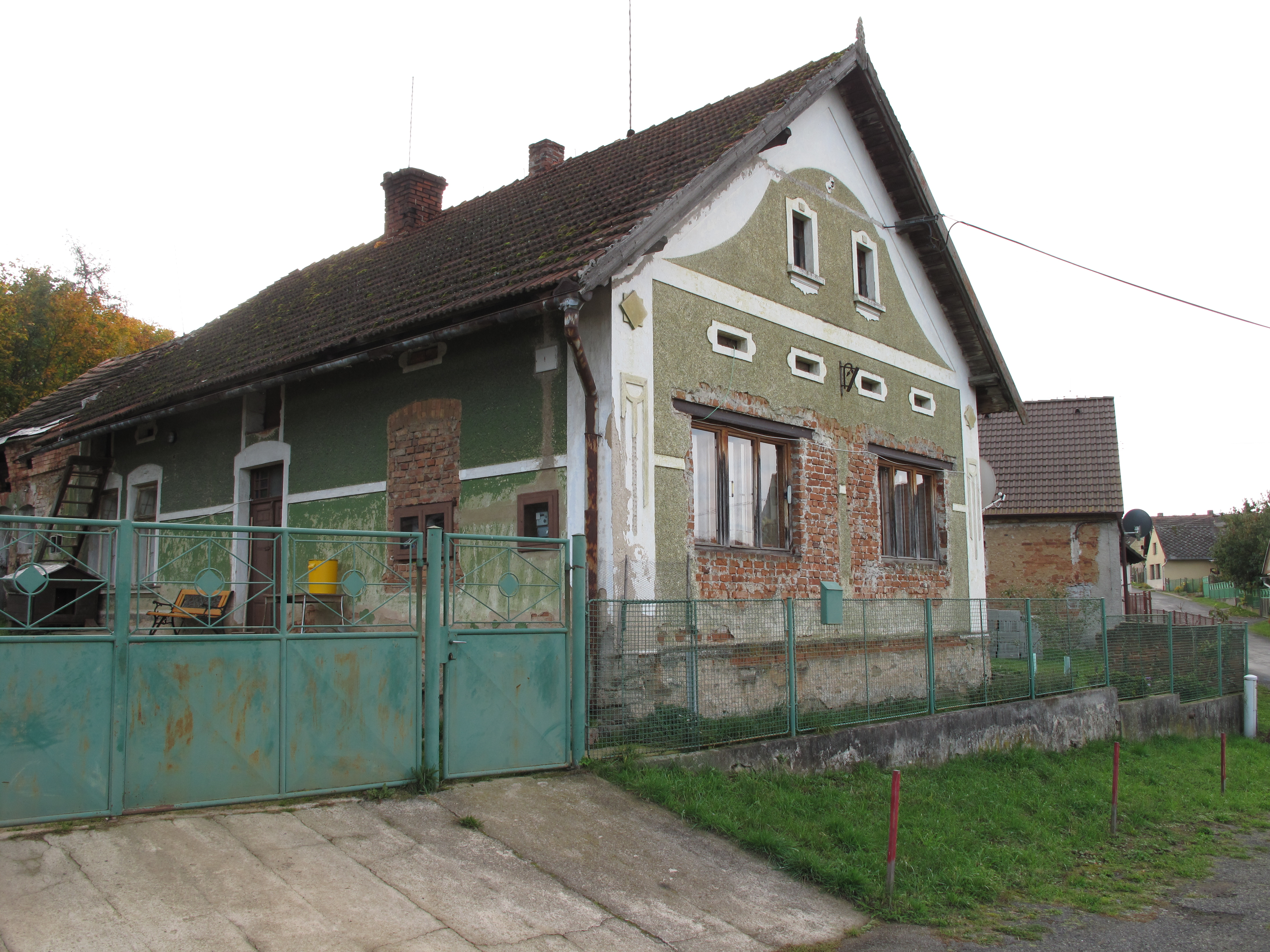
Dům
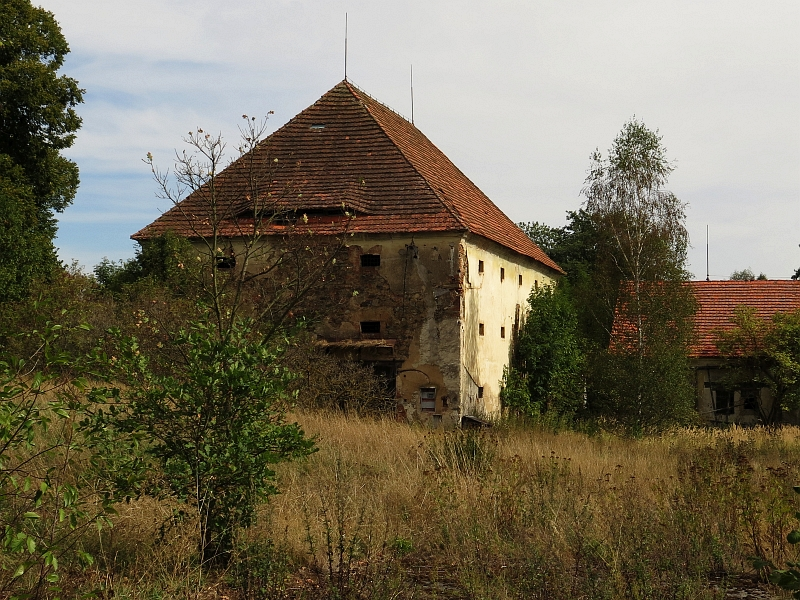
Tvrz
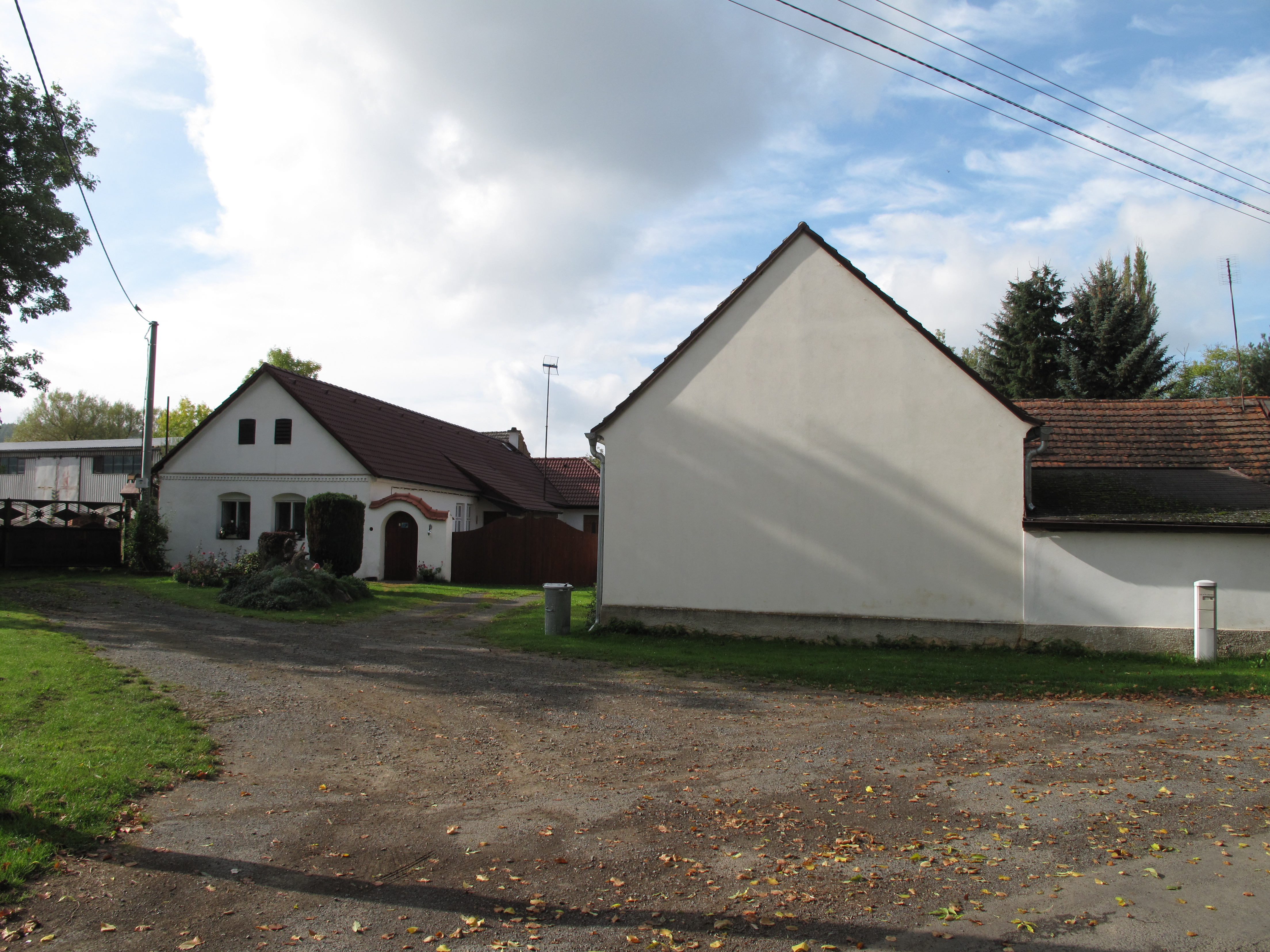
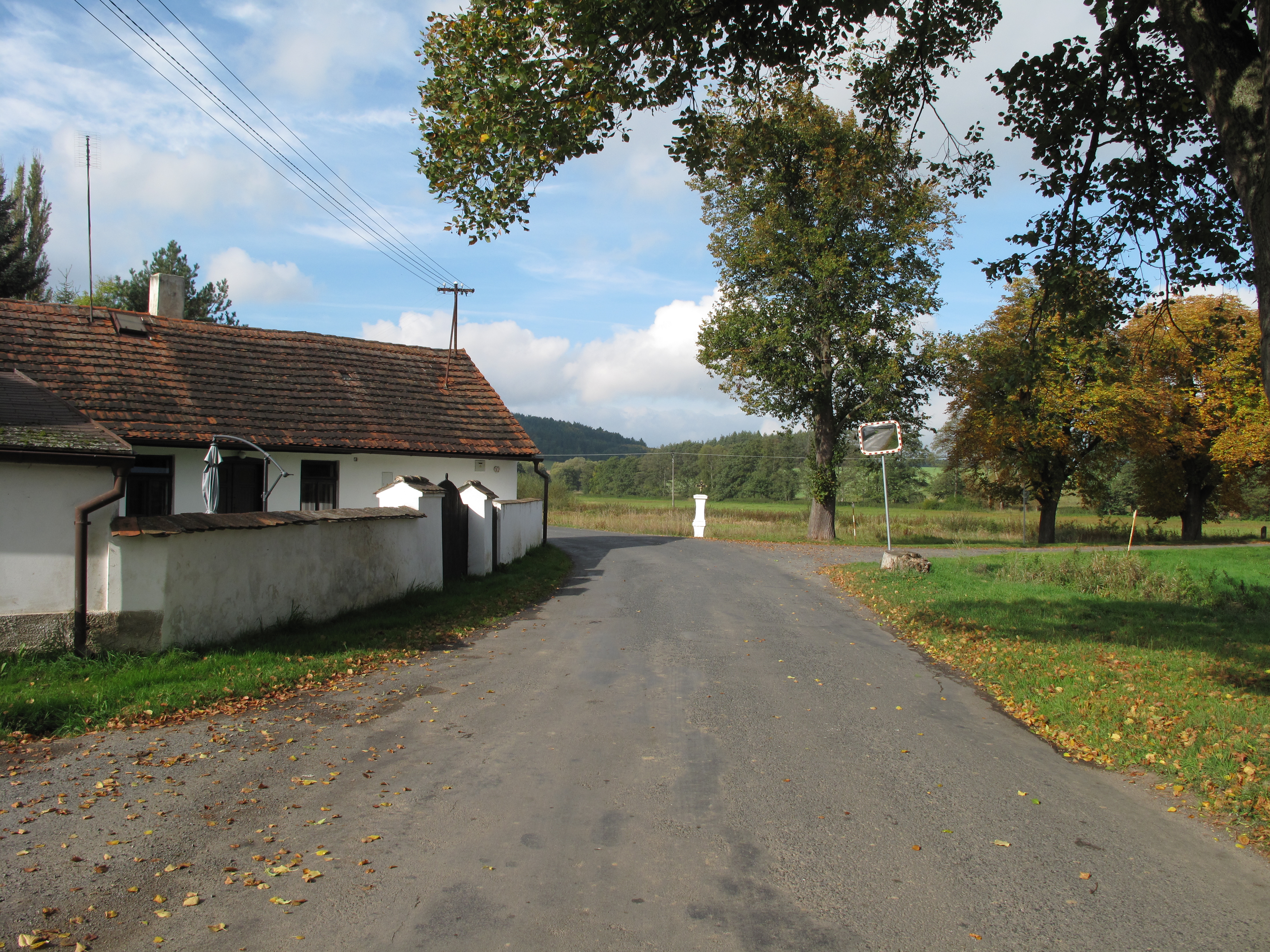
Cesta k Přetínu
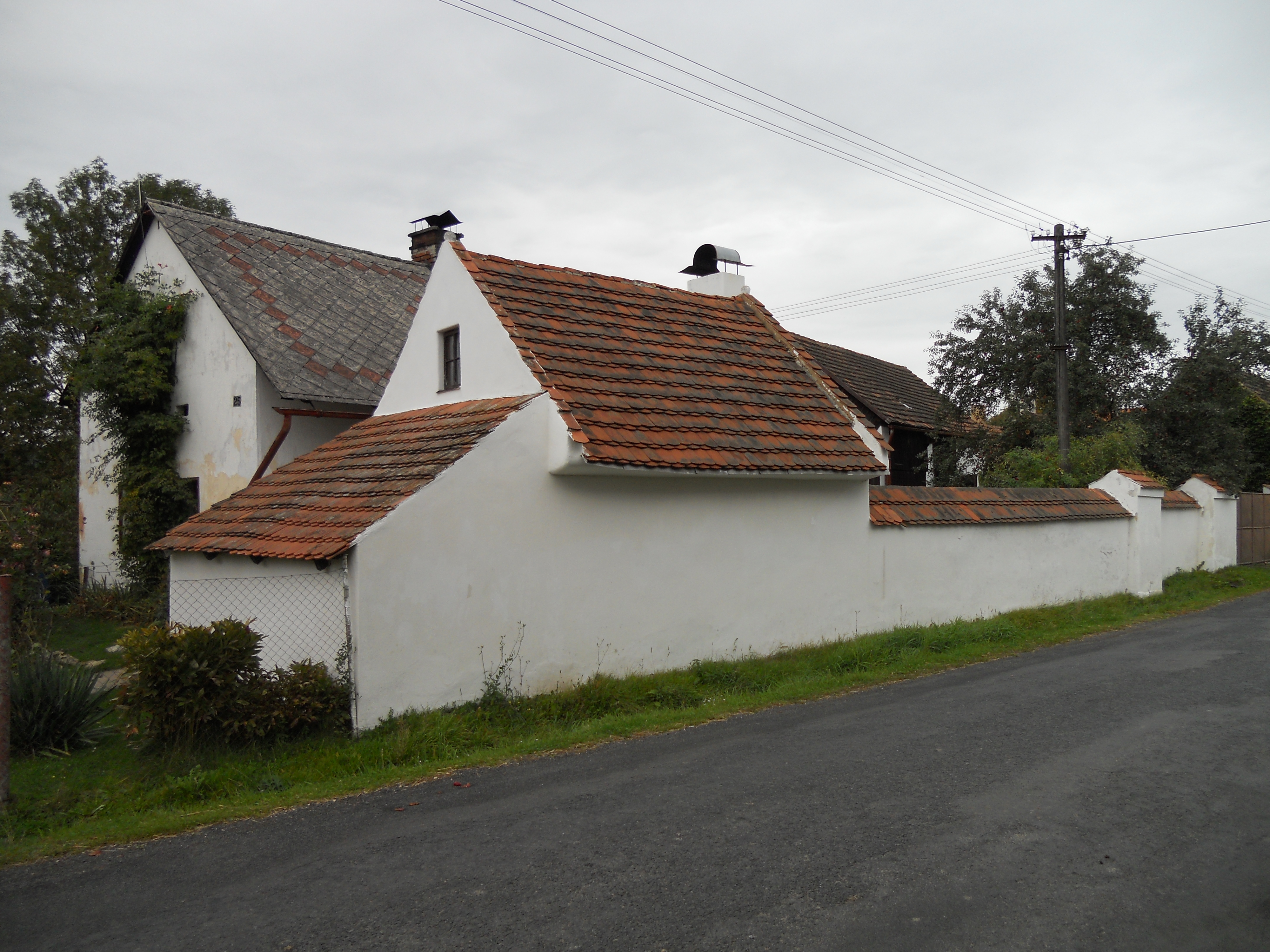
Usedlost čp. 25, v popředí sýpka chudenického typu, přestavěná na vejminek z roku 1762
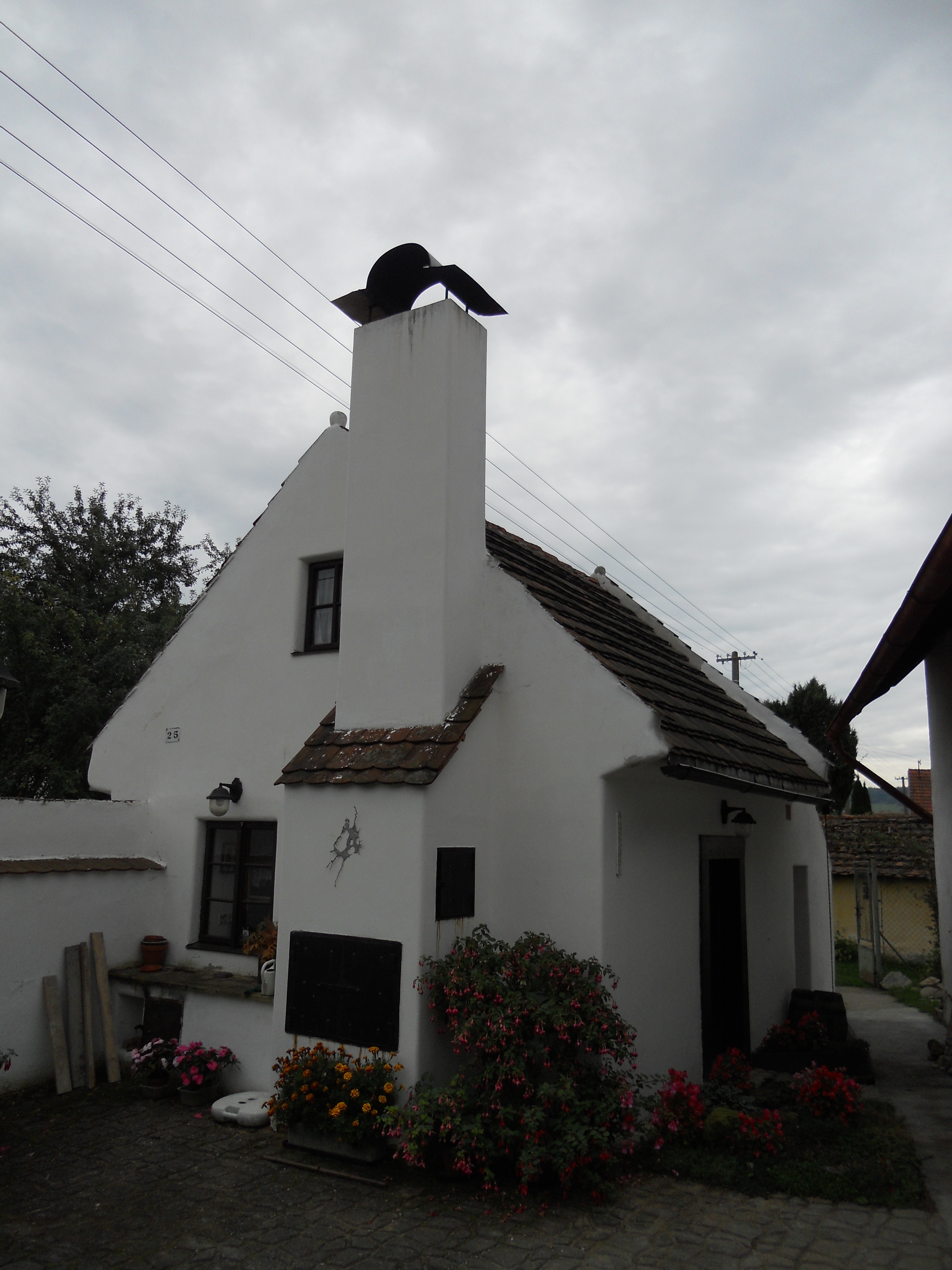
Vejminek u čp. 25